# Поверхнева розробка корисних копалин

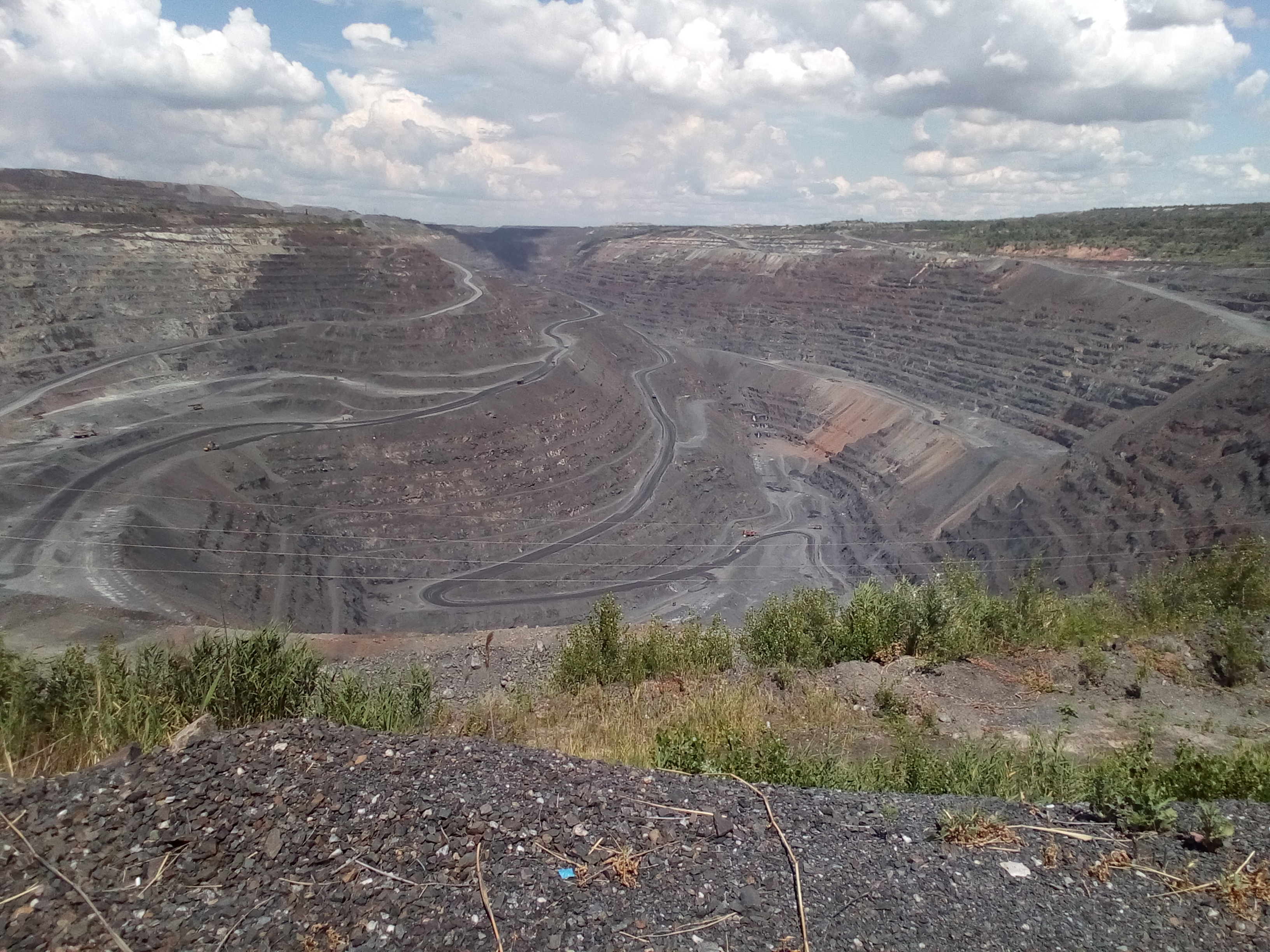
Рис. 1. Залізорудний кар'єр Полтавського гірничо-збагачувального комбінату.

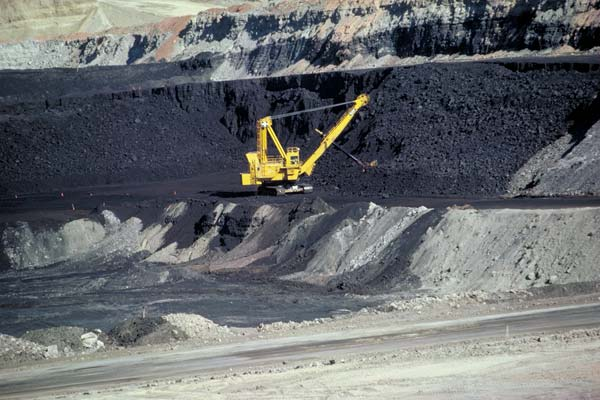
Рис. 2. Вугільний кар'єр у штаті Вайомінг, США

Поверхнева розробка корисних копалин, включаючи смугову розробку, розробку відкритим способом і розробку гірських вершин, є широкою категорією видобутку корисних копалин, під час якої ґрунт і гірські породи, що перекривають родовище корисних копалин (розкривні породи), видаляються, на відміну від підземних розробок, під час яких перекривну породу залишають на місці, а мінерал видаляють через шахти, штольні або тунелі.

## Інтернет-ресурси
- "Why Surface Mine?", an argument in favor of surface mining, by an executive of International Coal Group